# Калоян
Вижте пояснителната страница за други личности с името Калоян.
Калоя̀н (Йоа̀ница, Йоан II, Ioan II, Kalojan Asen, на латински: Kaloioannes, Caloiohannes, Johannitzes, Ioannica, гр.: Kaloiōannēs, Iōannēs) – Ромеоубиеца (* ок. 1170; † 1207) – е цар на България от 1197 до 1207 г. от династията Асеневци. Той е най-малкият брат на българските царе Иван Асен I и Теодор Петър.
С цел да получи императорска титла от Светия престол, той влиза в кореспонденция с папа Инокентий III. Изпратен е кардинал Лъв, който коронясва Калоян за rex Bulgarorum et Blachorum, правейки го единствения български владетел с католическата титла крал.
Калоян се провъзгласява за български отмъстител, приемайки прозвището Ромеоубиец по аналогия с Василий II Българоубиец.

## Ранни години
Вероятно след обсадата на Ловеч от 1187 г. Калоян е пратен в Константинопол като заложник. Там прекарва около две години. Калоян успява да избяга от Византия към края на 1189 г. Оттогава цар Асен го държи постоянно при себе си. След убийството на цар Иван Асен I (Асен), цар Петър го назначава за помощник в управлението. Когато и той става жертва на заговор, Калоян изпреварва и отстранява заговорниците, и бива коронясан за български цар в началото на 1198 г.

## Царуване

### Българо-византийска война (1201)
През 1199 г. Калоян Асен организира антивизантийска коалиция, привличайки на своя страна назначения за управител на Пловдивската област – Иванко, и Добромир Хриз – самостоятелен владетел в Македония. Иванко бива заловен чрез измама от императора и хвърлен в тъмница, а Добромир Хриз предпочита да развали съюза си с Калоян заради сделка с Византия. Създадена е втора коалиция (1201 г.), включваща управителя на Централните Родопи Йоан Спиридонаки, братовчеда на василевса – Мануил Камица и Добромир Хриз, когото Калоян успява отново да привлече на своя страна.
Калоян започва военни действия срещу Византия, нахлувайки в Тракия. Бързо бива превзета силната тракийска крепост Констанция (дн. Симеоновград). След това Калоян насочва армията си към Варна, последното владение на Византия северно от Стара планина. Тя е защитавана от голям гарнизон западни наемници. Българските войски обсаждат града и на третия ден (24 март 1201 г.) след щурм овладяват крепостните стени и нахлуват в него. Защитниците и управителите на Варна са вързани и хвърлени в рова на крепостните стени, като са засипани с пръст от българите. След като са погребани живи по този начин, Калоян си спечелва прозвището Ромеоубиец. В края на 1201 г. започват преговори за мир и той бива подписан през 1202 година. По силата на този договор на Калоян е признато правото да владее земите северно от Стара планина, но Византия категорично отказва да му признае царската титла.

### Война с крал Имре (1202)
През 1202 г. унгарският крал Имре (Емерих, упр. 1196 – 1204) напада България и превзема оспорваните области Белград, Браничево и Ниш, като последната прехвърля в ръцете на своето протеже на сръбския престол, Вукан Неманич. Калоян отвръща през 1203 г., помагайки на Стефан Неманич да си възвърне сръбския трон (намалявайки влиянието на маджарите в региона) и отвоювайки Белградската и Браничевската области с помощта на кумански наемници.

### Коронация
Българо-византийската война, разразила се още в началото на царуването на Калоян Асен, е прекратена през 1202 г. със сключването на мирен договор. По същество той повторно признава законността на възобновеното Българско царство. Превземането на град Зара (Задар) от кръстоносците от Четвъртия кръстоносен поход през ноември 1202 г. и тяхното споразумение с Алексий IV Ангел (1203 – 1204 г.) да отвоюват бащиния му трон довежда до цялостна промяна на геополитическата ситуация на Балканския полуостров. Насочването им към Цариград и установяването им пред неговите стени през юни-юли 1203 г. принуждават византийския василевс Алексий III Ангел (1195 – 1203 г.) да потърси военната помощ на българите. В началото на юни 1203 г. за преговори в Търново е изпратен цариградският патриарх Йоан Каматир (1198 – 1206 г.), който влиза в общение с българския цар и църковния глава архиепископ Василий Ι (1186 – 1232 г.). В писмото си до папа Инокентий III (1196 – 1216), писано скоро след тези преговори, цар Калоян с гордост известява, че гърците изпратили при него своя патриарх, който от името на византийския император му направил следното предложение: „Veni ad nos, coronabimus te in imperatorem et faciemus tibi patriarcham, quia imperium sine patriarcha non staret“, тоест „Ела при нас, ще те коронясаме цар и ще ти направим патриарх, защото царство без патриарх не бива“.
Разбрал причината за готовността във византийските отстъпки за признаването на царското му достойнство и за патриаршията на българския църковен глава, цар Калоян отказва исканата му военна помощ и побързва да ускори водените преговори за сключване на уния с Римската църква. Той предпочита да бъде първоначално наблюдател на събитията край Босфора, като по този начин подпомага косвено техния злощастен за Византийската империя развой.
Още в края на 1199 г. Калоян получава писмо от папа Инокентий III, който се надява да присъедини България към лоното на Римокатолическата църква. По това време българският владетел води и преговори с Византия за признаване на царската му титла. Уверявайки се, че император Алексий III Ангел няма да удовлетвори исканията му, Калоян отговаря на папското писмо след около три години, като настоява за царска корона (а не кралска) и самостоятелна църква. Папството разчита чрез България да разшири влиянието си сред православния свят. През 1203 г. Калоян настоява пред Рим не само за царска корона, но и за патриаршеска титла на търновския архиепископ.
През есента на 1204 г. кардинал Лъв потегля за България, но бива задържан от маджарския крал Имре (Емерих), който заявява, че ще пропусне кардинала само ако получи областите Белград и Браничево. Папата обаче му припомня, че Калоян ще бъде коронясан „не върху чужда, а върху собствена земя“ и го заплашва с отлъчване от църквата, ако не освободи пратеника му. На 15 октомври 1204 г. кардинал Лъв пристига в Търново. На 7 ноември той миропомазва архиепископ Василий за примас на Българската църква, а на следващия ден – 8 ноември 1204 г. – от името на папа Инокентий III провъзгласява Калоян за крал (rex Bulgarorum et Blachorum) и му връчва корона и скиптър. Калоян изпраща писмо до Инокентий III, че е коронясан за император, а първосвещеникът му – за глава и патриарх на българската църква. По този начин Калоян сключва уния (от лат. – съюз, обединение) и признава върховенството на католическата църква. Така и двете страни биват удовлетворени, а папската благословия и коронация придават голям авторитет на българския владетел в цяла Европа. Според архимандрит Павел Стефанов, унията има голямо влияние върху вътрешния живот на Българската църква. Но богословът Георги Тодоров споменава факта, че тази уния не е предотвратила агресията на кръстоносците против България и твърди, че създаване и оглавяване на православен съюз на българи и гърци против кръстоносците би му дало тази военна и политическа легитимност. Унията обаче е отменена с решение на всеправославния събор в Лампсак през 1235 г.

### Битки с кръстоносците (1204 – 1205)
През 1204 г. рицарите от Четвъртия кръстоносен поход, начело с френския рицар и граф на Фландрия и Ено Балдуин, нахлуват във Византия. Калоян им предлага своята помощ, но те я отхвърлят. На 12 април 1204 г. западните рицари превземат Константинопол и обявяват създаването на Латинската империя. Те отново отхвърлят предложената от цар Калоян подкрепа. Неочаквано ромейската аристокрация в Тракия се обръща за помощ именно към Калоян. Ромеите се заклеват да го приемат за свой владетел, ако им помогне да се избавят от властта на рицарите. Въстанието на гръцката аристокрация избухва в началото на 1205 г. Латинският император (коронясаният Балдуин I) тръгва на поход, за да накаже непокорните градове в Тракия, с всички войски, които има на разположение. Когато стига до Адрианопол (Одрин) на 29 март 1205 г., той вижда над крепостните стени да се вее знамето на цар Калоян. Рицарите обсаждат града, като се опитват да подкопаят крепостните стени. През това време те биват подложени на непрекъснати нападения от куманската конница.
На 14 април 1205 г. се провежда битката при Одрин, една от най-великите и значими битки в българската история, в която цар Калоян напълно разгромява кръстоносците. Битката започва с вихрена атака на куманите, които веднага след това демонстрират мнимо бягство, за да подмамят армията на рицарите. Част от кръстоносците се втурват да ги преследват, увличайки и други след себе си, включително и император Балдуин. Така куманите ги отвеждат до мястото, където в засада чака основната част от българската армия. Дотогава смятани за непобедими, западните рицари биват напълно разгромени, а в плен пада самият император. Той е отведен в Търново, където остава пленник в т.нар. Балдуинова кула в Царевец до края на дните си, когато е хвърлен от т.нар. „Лобна скала“ в пропастта („Лобната скала“ била мястото за екзекуции в Търново).
След битката армията на Калоян започва да напада латинските владения на широк фронт. В опит да избяга от наближаващите български войски, в резултат на преумора, умира и вдъхновителят на IV кръстоносен поход, престарелият венециански дож Енрико Дандоло. Впоследствие, при засада в Източните Родопи е убит и кралят на краткотрайно просъществувалото Солунско кралство – Бонифаций Монфератски.
Според някои сведения през 1205 година Калоян сключва съюз с Иконийския султанат за съвместно настъпление срещу Константинопол, но то остава неосъществено.
Рицарите претърпяват още едно тежко поражение в битката при Русион (1206 г.), състояла се край крепостта Русион. При опитите за контраатака на брата на император Балдуин – Хенрих Фландърски, латинците успяват да навлязат в Източните Родопи и да опожарят селища в Северна Тракия, но това не променя военното статукво. В интерес на истината трябва да се признае, че Калоян се справя блестящо от стратегическа и тактическа гледна точка с Латинската империя, възползвайки се от добрите си взаимоотношения с римския папа на дипломатическия фронт, от съюза си с куманските племена и от тактиките за неутрализиране на численото превъзходство на рицарите чрез засади, маневри и нарушаване на бойния строй на изключително силните при открито фронтално нападение тежки рицарски конница и пехота.
Военната кампания през 1205 г. приключва с влизането на Калоян в Пловдив. Градът му бива предаден от пловдивските павликяни.

### Война на изтребление в Тракия
В хода на военните действия обаче, гръцката провинциална аристокрация се отмята от съюза си с Калоян и преминава на страната на латинците, поради което българският цар започва война на изтребление в Тракия. В резултат на това Пловдив е разрушен и са извършени погроми над ромейското население в региона. Обсаждани са последователно Адрианопол, Димотика, два пъти Солун, превзет е Сяр, като се предполага, че Калоян използва за своя база Източните Родопи и рядко се оттегля северно от Стара планина.
През 1207 г. цар Калоян отново се отправя с голяма армия към Солун и обсажда града. В хода на обсадата обаче царят умира. За смъртта му съществуват различни хипотези: за естествена смърт или че е убит от първия си военачалник – куманския войвода Манастър. Възможно е също Калоян да става жертва на заговор, в който участва и съпругата му, куманката Анна-Анисия (Целгуба).

## Гробът на цар Калоян
През 1972 г. в църквата „Свети Четиридесет мъченици“ във Велико Търново е открит гробът на висш аристократ от Второто българско царство. Въпреки нестихналите и до днес научни спорове (дали тялото принадлежи на цар Калоян, севостократор Калоян или цар Каломан), мощите биват пренесени с държавни почести до реставрираната църква „Свети Четиридесет мъченици“. Цар Калоян е тържествено погребан с държавни почести на 19 април 2007 г.
- Храм-паметник „Свети Четиридесет мъченици“, където е открит гробът на цар Калоян, препогребан с държавни почести на 19 април 2007 г.
- Гробът на цар Калоян във Велико Търново

## Писмо на папа Инокентий ΙΙΙ до цар Калоян от края на юни 1205 г.
| „ | До Калоян, славния цар на българите и на власите. Поради особеното благоволение, с което те прославихме между всички християнски владетели, ние те обичаме до такава степен, че дейно подкрепяме твоето благо и чест, като сигурно се надяваме, че ти трябва непрекъснато да напредваш в предаността си към своята майка, светата Римска църква, чрез чиито заслуги ти спечели славна победа срещу тия, които се стараеха да ти причинят неприятности. Понеже ти получи от нея чрез посланика на апостолическия престол царска диадема и военно знаме, за да бъде твоята царска власт специално от блажения Петър, ние желаем да се погрижиш старателно, освободен отвсякъде от нападенията на неприятелите, да се радваш на спокоен мир. И тъй да знаещ, прелюбезни сине, че освен тази войска, която се е приближила неотдавна, огромна войска ще тръгне от западните страни за Гърция. Затова ти трябва да се погрижиш много и за себе си, и за своята земя, докато можеш, за да сключиш мир с латинците, защото, ако случайно, от една страна, те, а, от друга, унгарците те нападнат, ти не би могъл да се противопоставиш лесно на усилията на двете страни. Затова ние внушаваме на твоя сияйност и искрено те съветваме, понеже казват, че ти държиш в плен константинополския император Балдуин, ти така да се погрижиш за себе си, че чрез освобождаването му да сключиш истински и здрав мир с латинците, за да спрат напълно да нападат теб и твоята земя. Защото ние наредихме с апостолическо писмо до Хенрих, брата на същия император, който стои в Константинопол начело на латинската войска, да склони латинците на мир с тебе срещу освобождаването на императора и да престане изобщо да те безпокои. И така нека бог ти внуши да послушаш нашите напомняния и съвети, за да може твоето царство, което ти най-предано посвети на блажения Петър и на Римската църква да се запази незасегнато от всяко смущение, за което ние желаем да положим грижливо старание и резултатен труд. Писано е до [Василий], търновски архиепископ, примас на българи и власи и той да го посъветва усърдно и да го склони към това. | “ |

## Семейство
Цар Калоян е брат на царете Иван Асен I и Петър IV. Той е женен за куманската принцеса Анна-Анисия и има с нея две деца:
- Витлеем (Бетлеем, Вениамин) ?
- Мария († сл. 1216), омъжена 1209 г. за Хенрих Фландърски, латински император по това време.[8]

За негов наследник е избран Борил Асен, племенник на цар Калоян.

## Памет
На цар Калоян е наречена улица в Центъра на София (Карта).

## Изобразяване в културата
- Цар Калоян – опера на видния български композитор Панчо Владигеров, завършена през 1936 г.
- „Калоян – цар на българите“ – исторически роман от 1958 година, автор Димитър Мантов.
- „Калоян“ – български филм от 1963 година, режисьори Дако Даковски и Юри Арнаудов, и сценаристи Дако Даковски, Антон Дончев и Димитър Мантов. Ролята на цар Калоян е изиграна от Васил Стойчев.
- „Калоян“ – драма от Камен Зидаров от 1968 година
- „Когато Калоян премина Хем“ – исторически роман от Слав Хр. Караславов от 1974 година, трета част от тетралогията „И се възвисиха Асеневци“.
- „Цар Калоян“ – исторически роман от 2017 година, автор Бойко Беленски.
- „Неманичите, раждането на кралството“ – сръбски сериал от 2018 година, създаден в чест на 800-тната годишнина от създаването на Сръбската държава и излъчен по РТС 1, където ролята на Калоян е изиграна от Димитрий Илич. В сериала помага на сръбския крал Стефан Първовенчани (изигран от Войн Цветкович) да се върне на трона през 1204 година. Режисьор е Марко Маринкович, а сценарист – Гордан Михич.

## Изследвания и литература
- Стефанов, П., архим. Нов поглед към унията между Българската и Римската църква през XIII век. – в: Преславска книжовна школа, Т. V. Изследвания в чест на проф. д-р ист.н. Тотю Тотев. Отг. ред. В. Гюзелев и Хр. Трендафилов, С. 2001, 343 – 352.
- Овчаров, Н. Победите на цар Калоян 1197 – 1207. Историческият избор на България между православие и католицизъм. С. 2001; 2 изд. С., 2005 (Българска вечност).
- Йорданов, Й. Пътека към себе си. С., 2003, 58 – 62 (реконструкция на черепа на Калоян – 40 г., висок 1,88 м.)
- Гюзелев, В. Одринската битка от 1205 г. С., 2005.
- Игнатов, В. Цар Калоян. С., 2008.
- Павлов, Пл. Българското Средновековие – познато и непознато. В. Търново, 2008.
- Андонов, К. Военното дело и войската на българите в представите на Жофроа дьо Вилардуен, Робер дьо Клари и Анри дьо Валансиен. – В: Omnia vincit amor: Юбилеен сборник на НГДЕК в чест на проф. Василка Тъпкова-Заимова. Съст. В. Вачкова и Цв. Степанов. С., УИ, 2008.
- Андровски, И. Цар Калоян – победителят на кръстоносците. – В: Същият. Българско средновековие. С., Симолини, 2011,
- Превод на М. Войнов в: Латински извори за българската история. т. ΙΙΙ, с. 363 – 364.